# Гальвард Ганевольд
Галвар Ганеволл (норв. Halvard Hanevold, 3 грудня 1969, Аскер — 3 вересня 2019) — норвезький біатлоніст, триразовий олімпійський чемпіон, п'ятиразовий чемпіон світу.

## Біографія
Ганеволл один із найтитулованіших біатлоністів у світі, але успіх прийшов до нього доволі пізно. Свою першу особисту золоту медаль він виборов на Олімпійських іграх у Нагано в індивідуальній гонці, коли йому було вже 29 років. Але 2000-і стали для Ганеволла дуже успішними. Завдяки своїй стабільності він майже незмінно входив до естафетної команди Норвегії, і разом із нею виграв чимало гонок. Є в доробку Ганеволла і особисті медалі чемпіонатів світу та етапів Кубка світу.
Після сезону 2009/2010 Галвар оголосив про завершення спортивної кар'єри. У своїй останній гонці, масстарті на етапі Кубка світу в Ханти-Мансійську 40-річний спортсмен фінішував третім.

## Статистика
У таблиці наведено статистику виступів біатлоніста в Кубку світу.
- Місця 1–3: кількість подіумів
- Чільна 10: кількість фінішів у першій десятці
- В очках: кількість виступів, на яких біатлоніст здобував очки
- Старти: кількість стартів
- Естафета: включно зі змішаною

| Місця     | Індивід. | Спринт | Персьют | Мас-старт | Естафета | Разом |
| --------- | -------- | ------ | ------- | --------- | -------- | ----- |
| 1         | 4        | 2      | 1       | 2         | 23       | 32    |
| 2         | 4        | 5      | 5       |           | 19       | 33    |
| 3         | 2        | 7      | 5       | 3         | 13       | 30    |
| Чільна 10 | 25       | 54     | 44      | 19        | 69       | 211   |
| В очках   | 41       | 114    | 78      | 50        | 70       | 353   |
| Стартів   | 67       | 141    | 87      | 50        | 70       | 415   |